# Khairy Alzahaby
Khairy Alzahaby (en arabe : خيري الذَّهبي), ou Mohamad Khir Al Zahabi selon l'état-civil, né le 11 janvier 1946 à Damas et mort le 4 juillet 2022 à Troyes, est un romancier et penseur syrien.

## Biographie
Khairy Alzahaby s'est rendu en Égypte au début des années 1963 pour y poursuivre ses études supérieures à l'université du Caire. Il a obtenu un diplôme en littérature arabe. Politiquement, il s’est toujours opposé au régime syrien, ce qui l’a confronté à de graves difficultés dans son travail et dans sa vie. Il a été l'un des partisans de la Déclaration de Damas. Il a été empêché de voyager, a eu son passeport retiré, a été licencié de son travail en raison de ses activités politiques et a signé des déclarations contre le régime de Hafez el-Assad en 1991. La révolution de 2011 en Syrie contre le régime, puis le pays laissé à l'Égypte, puis aux Émirats arabes unis, puis à la Jordanie et enfin à l'Europe[pas clair][style à revoir]. Il est un activiste social-politique libéral indépendant. Il a écrit plus de mille articles dans les journaux arabes. Il a donné des conférences dans de nombreuses villes du monde telles que Paris, Madrid, Vienne, Istanbul, Salzbourg, Amman, Dubaï, Le Caire, Damas et Beyrouth, Alger et Casablanca. Des dizaines de thèses de doctorat sur son travail ont été écrites[évasif] . 

## Publications[4]

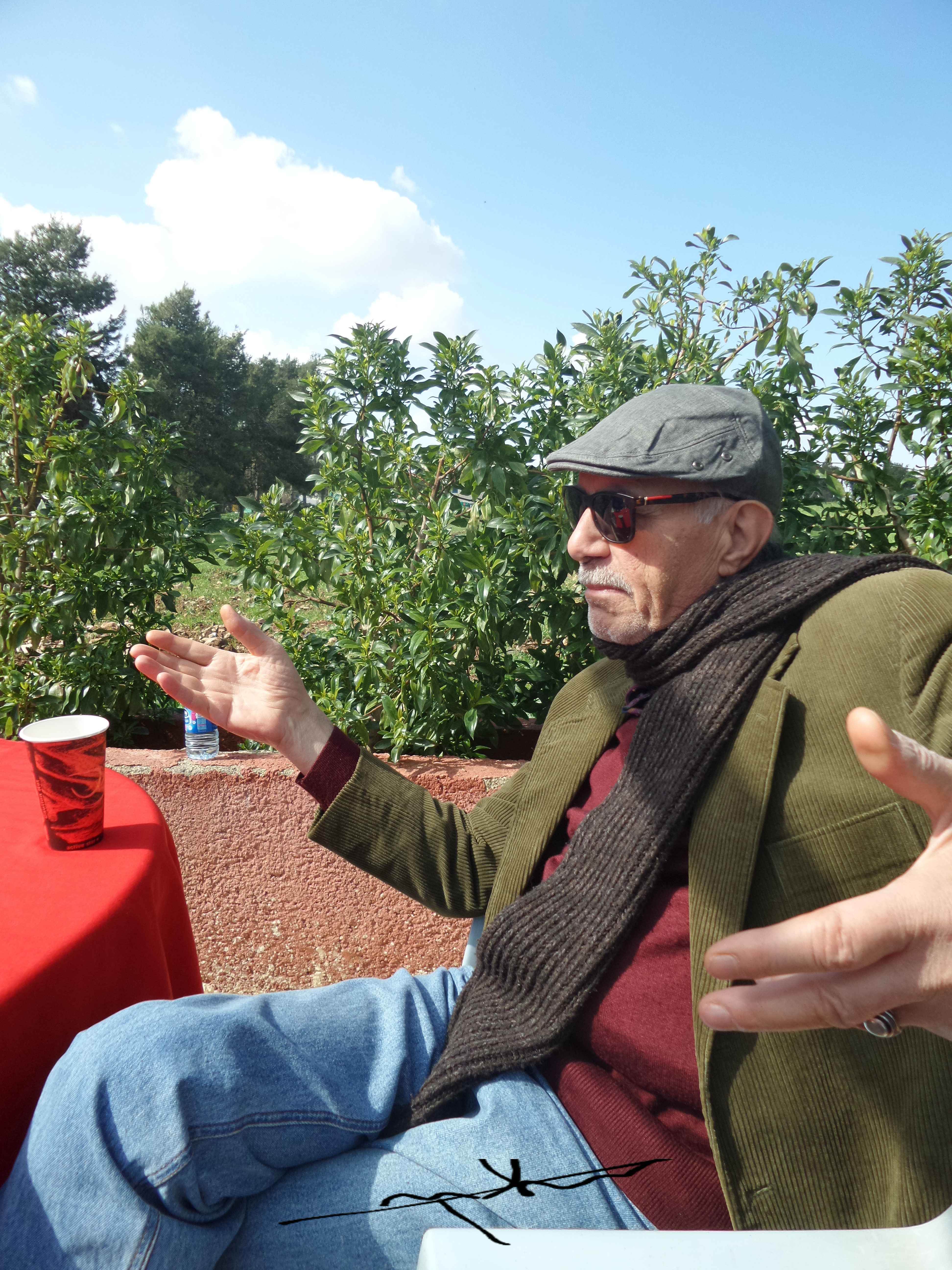
Khairy Alzahaby en Égypte en 2012.

- Malakoot Albusataa..Roman.1975..Damas.
- Oiseau des merveilles..Roman 1977..Damas.
- Les Nuits arabes..Roman..1980..Beyrouth.
- Ces toits de jubata..1982..le prix de la littérature enfantine.Damas
- Alshater Hasan.. Roman.. 1982.. Damas.
- L'Autre Ville..Roman.. 1983..Damas.
- Métamorphose..Trilogie :
- 1-Haseeba...Roman 1987. Il a été converti en un film  et une série télévisée
- 2-Fayyad..Roman 1991.
- 3-Hisham..Roman ..1993.
- Le grand-père trop épaulé..Histoires..1992
- Formation sur horrible..Études. 2004. Damas.
- Le piège des noms..Roman. 2009.Beyrouth.
- Si elle ne s'appelait pas Fatima..Roman ..2005 Le Caire
- Les Aspirations de Yaseen..Roman.2006..Beyrouth
- La Dernière Danse de l'acrobate...Roman.. 2008. Damas.
- Le Sixième Doigt..2013... Roman ..première édition Le Caire, deuxième et troisième édition Damas, sard pub 2019
- conférences à la recherche du roman.. Études..Ramallah..2017.
- La bibliothèque secrète et le général..Roman ..2018. Amman 2018
- 300 jours en Israël .. 300 يوم في إسرائيل .."almwtawaset pub" ..Rome .ibn batuta prize .2019

- Le paradis perdu, un roman, Dar Al-Fikr, Beyrouth 2021.
- Allumettes près d'un terrain sec, études de pensée, Émirats arabes unis, 2022

## Scénarios de télévision et de théâtre
- Malakoot Albusataa....ملكوت البسطاء[5]. 1975
- Al shuttar... الشطار[6].
- The bird of the wonder days....طائر الأيام.
- The beast and the lamp (Taimoor lank).... الوحش والمصباح تيمور لنك.
- Abu Hayyan Attawheedy.... ابو حيان التوحيدي[7].
- Building 22....البناء 22[8].
- For you Damascus[7]..1989..لك يا شام[9].
- A rose for the autumn of the age[10]...وردة لخريف العمر[11].
- The dance of birds..1999..رقصة الحبارى[12].
- Haseeba (adapté au cinéma)..2006..حسيبة[13].
- The prince of dreams ..2009 (Ibn almutazz)....ابن المعتز.
- Abu Khalil Alkabbani..2010..أبو خليل القباني[14].

## Cinéma
Hasiba, national film organisation, réalisé par Rimon Pitrus. 2006.

## Recherche historique
Khairy Alzahaby a préparé, documenté et présenté une chaîne de livres au profit du Ministère de la culture syrien, sous le titre Les Horizons de Damas :
- Le voyage impérial, lors de la visite de l'empereur allemand à Damas.. Écrit par Ibrahim Alaswad ;
- La nouvelle de Taimoor Lank ..Écrit par Ibn Arab Shah ;
- L'État de Tattar.. Écrit par Ibn sassary ;
- Maître de Quraish .. Maaroof Alarnaouty ;
- Les journaux de Damas.. Écrit par Albudairy Alhallaq ;
- Mansoor Ibn Sarjoon ..Jean Damascène.. Écrit par Josif Nasrallah ;
- Al Rawda Alghannaa if Dimashq Alfayhaa.. Écrit par Numaan Alkustaaky ;
- La fin de Mamaleek .. Écrit par Ibn Tolon ;
- La fin de Mamaleek .. The Egyptian view .. Écrit par Ibn Iyass ;
- Damas .. Le règne  Khalifa Abdul Hameed ..Écrit par Mary Sarko ;
- Le château de Damas .. Écrit par Abdulqader Arrihawy.

## Récompenses
- Médaille du courage et de l'honneur, après son retour de captivité en Israël, Damas, 1975.
- Ces toits de jubata, premier prix des enfants, Ministère de la culture syrien, 1982.
- 300 jours en Israël : prix Ibn Batuta pour la recherche sur le terrain, Maroc, 2019.